# Soccer Stars
Soccer Stars je nogometna videoigra koja je izašla 11. lipnja 2014. godine. Preko 50 milijuna ljudi je skinulo Soccer Stars preko Google Playa.

## Način igre

### Kako igrati Soccer Stars?
U Soccer Starsu igrači upravljaju svojim igračima pomoću pakova, kao što je prikazano na slici. Ako pobijedite utakmicu, dobijete određeni broj kovanica, a ako pređete novu razinu (koju možete preći pomoću "Fanova", dobijete po 10 dolara (Bucks)).

### Odabir igara
Soccer Stars je poznat po načinu igre 1 na 1, tj. da se igrači uživo mogu međusobno boriti za pobjedu. Osim igre 1 na 1, postoji i Tournament Mode u kojem se borite za zlatni pokal, kao u pravom kupu. Svatko dobije svoga protivnika i tko pobijedi, prolazi u polufinale te zatim u finale u kojemu može osvojiti spomenuti zlatni pokal i određeni broj kovanica. Također postoje i razni Eventi poput Penalty Legends, Penalty Champions, Street Masters... U tim Eventima se borite za prvo mjesto. Na kraju određenog Eventa ćete dobiti nagradu, ovisi o vašoj poziciji na ljestvici, npr. ako ste prvi, dobit ćete 400 dolara, a ako ste deseti, dobit ćete 40 dolara. Postoji i Penalty Rush u kojem morate zabiti što više golova. Ako zabijete određeni broj golova, dobit ćete Mystery Box. Trickshot Arena je mjesto za učenje raznih "trickshotova". Uložite određeni broj kovanica, zabijete par trickshotova i dobijete kovanice. U Championshipu možete odigrati par utakmica, te nakon tih par utakmica, dobijete nagradu. Možete izgubiti samo 2 puta u jednoj državi. Ako izgubite 2 puta u kratkom roku, morat ćete pričekati da dobijete drugu šansu.

### Mini igre
Postoje razne mini igre: Golden Goal, u kojem pogađate gol za razne nagrade, Spin & Win u kojem vrtite "kolo sreće" te dobijete nagradu, Surprise Packs; kupite ili dobijte Surprise Pack (Bronze, Silver ili Gold Pack) i možete osvojiti jedan dobar tim (pakove, u svakom Packu dobijete po jedan Team Piece, treba vam 4 za jedan tim), kovanice, dolare ili mini igre i zadnja mini igra: Scratch and Win u kojem grebete jedan listić u kojem se nalazi određeni broj kovanica koje ćete dobiti kao nagradu.

## Vanjske poveznice
- https://www.miniclip.com/games/soccer-stars-mobile/en/#privacy-settings  Arhivirana inačica izvorne stranice od 29. kolovoza 2020. (Wayback Machine)